# Saison 2021-2022 des Nets de Brooklyn
La saison 2021-2022 des Nets de Brooklyn est la 55e saison de la franchise et la 46e au sein de la National Basketball Association (NBA). C'est la 10e saison dans la ville de Brooklyn.
Le 20 août 2021, la ligue annonce que la saison régulière démarre le 19 octobre 2021, avec un format typique de 82 matchs.  
La saison est marquée par la longue absence de Kyrie Irving, en raison d'un refus de vaccination, l'empêchant de participer à la plupart des matchs au cours de la saison régulière. Il jouera son premier match de la saison le 5 janvier 2022 mais ne joue que les matchs à l'extérieur, avant de pouvoir jouer à domicile à partir du 27 mars.
Durant la saison régulière, Kevin Durant et James Harden sont tous deux sélectionnés au NBA All-Star Game 2022. Un gros transfert est réalisé entre les Nets et les 76ers de Philadelphie, envoyant Harden en compagnie de Paul Millsap, en échange de Ben Simmons, Seth Curry et Andre Drummond. Simmons ne joue pas un match du reste de la saison avec la franchise.
Les Nets terminent la saison régulière au 4e rang de leur division et à la 7e place de la conférence Est, leur permettant de participer au play-in tournament. Ils éliminent les Cavaliers de Cleveland pour accéder aux playoffs. Les Celtics de Boston éliminent les Nets au terme du premier tour en quatre matchs.
À l'issue de la saison, Patty Mills remporte le titre de NBA Sportsmanship Award.

## Draft
| Tour | Choix | Joueur            | Poste | Nationalité | Provenance                 |
| ---- | ----- | ----------------- | ----- | ----------- | -------------------------- |
| 1    | 27    | Cameron Thomas    | SG    | États-Unis  | Tigers de LSU              |
| 2    | 44    | Kessler Edwards   | SF    | États-Unis  | Waves de Pepperdine        |
| 2    | 49    | Marcus Zegarowski | PG    | États-Unis  | Bluejays de Creighton      |
| 2    | 59    | RaiQuan Gray      | PF    | États-Unis  | Seminoles de Florida State |

## Matchs

### Summer League
| Summer League Total: 3-2 |

| Match | Date match | Équipe      | Score         | Meilleur marqueur   | Meilleur rebondeur  | Meilleur passeur           | Lieux                | Série |
| ----- | ---------- | ----------- | ------------- | ------------------- | ------------------- | -------------------------- | -------------------- | ----- |
| 1     | 9 août     | Memphis     | D 84-91       | Cameron Thomas (19) | Reggie Perry (12)   | Quinndary Weatherspoon (4) | Cox Pavilion         | 0 - 1 |
| 2     | 11 août    | Milwaukee   | V 97-91       | Cameron Thomas (22) | Duke, Johnson (9)   | Thomas, Weatherspoon (4)   | Thomas & Mack Center | 1 - 1 |
| 3     | 12 août    | Washington  | V 84-81 (2OT) | Cameron Thomas (31) | Day'Ron Sharpe (12) | Duke, Sharpe (3)           | Cox Pavilion         | 2 - 1 |
| 4     | 15 août    | San Antonio | V 104-100     | Cameron Thomas (36) | Alize Johnson (14)  | Brandon Knight (3)         | Thomas & Mack Center | 3 - 1 |
| 5     | 17 août    | Toronto     | D 72-86       | Brandon Knight (15) | Alize Johnson (13)  | Alize Johnson (5)          | Cox Pavilion         | 3 - 2 |

### Pré-saison
| Pré-saison Total: 3-1 (Domicile : 2-0; Extérieur : 1-1) |

| Match | Date match | Équipe         | Score     | Meilleur marqueur   | Meilleur rebondeur | Meilleur passeur      | Lieux Spectateurs         | Série |
| ----- | ---------- | -------------- | --------- | ------------------- | ------------------ | --------------------- | ------------------------- | ----- |
| 1     | 3 octobre  | @ L.A. Lakers  | V 123-97  | Cameron Thomas (21) | Paul Millsap (10)  | Aldridge, Millsap (3) | Staples Center 16 000     | 1 - 0 |
| 2     | 8 octobre  | Milwaukee      | V 119-115 | Kevin Durant (18)   | Kevin Durant (6)   | Blake Griffin (5)     | Barclays Center 12 770    | 2 - 0 |
| 3     | 11 octobre | @ Philadelphie | D 104-115 | Kevin Durant (23)   | Kevin Durant (7)   | James Harden (4)      | Wells Fargo Center 14 522 | 2 - 1 |
| 4     | 14 octobre | Minnesota      | V 107-101 | Joe Harris (23)     | Paul Millsap (9)   | James Harden (14)     | Barclays Center 11 210    | 3 - 1 |

### Saison régulière
| Saison régulière Total: 44-38 (Domicile : 20-21; Extérieur : 24-17) |

| Match | Date match | Équipe         | Score     | Meilleur marqueur | Meilleur rebondeur    | Meilleur passeur  | Lieux Spectateurs         | Série |
| ----- | ---------- | -------------- | --------- | ----------------- | --------------------- | ----------------- | ------------------------- | ----- |
| 1     | 19 octobre | @ Milwaukee    | D 104-127 | Kevin Durant (32) | Kevin Durant (11)     | James Harden (8)  | Fiserv Forum 17 341       | 0 - 1 |
| 2     | 22 octobre | @ Philadelphie | V 114-109 | Kevin Durant (29) | Kevin Durant (15)     | Kevin Durant (12) | Wells Fargo Center 20 367 | 1 - 1 |
| 3     | 24 octobre | Charlotte      | D 95-111  | Kevin Durant (38) | LaMarcus Aldridge (8) | James Harden (8)  | Barclays Center 17 732    | 1 - 2 |
| 4     | 25 octobre | Washington     | V 104-90  | Kevin Durant (25) | Blake Griffin (9)     | James Harden (9)  | Barclays Center 14 487    | 2 - 2 |
| 5     | 27 octobre | Miami          | D 93-106  | Kevin Durant (25) | Kevin Durant (11)     | James Harden (7)  | Barclays Center 17 732    | 2 - 3 |
| 6     | 29 octobre | Indiana        | V 105-98  | James Harden (29) | Kevin Durant (11)     | James Harden (8)  | Barclays Center 16 139    | 3 - 3 |
| 7     | 31 octobre | Détroit        | V 117-91  | Kevin Durant (23) | James Harden (10)     | James Harden (12) | Barclays Center 13 507    | 4 - 3 |

| Match | Date match  | Équipe                | Score     | Meilleur marqueur  | Meilleur rebondeur     | Meilleur passeur  | Lieux Spectateurs                 | Série  |
| ----- | ----------- | --------------------- | --------- | ------------------ | ---------------------- | ----------------- | --------------------------------- | ------ |
| 8     | 3 novembre  | Atlanta               | V 117-108 | Kevin Durant (32)  | Durant, Griffin (7)    | James Harden (11) | Barclays Center 17 323            | 5 - 3  |
| 9     | 5 novembre  | @ Détroit             | V 96-90   | Kevin Durant (29)  | Durant, Harden (10)    | James Harden (10) | Little Caesars Arena 14 235       | 6 - 3  |
| 10    | 7 novembre  | @ Toronto             | V 116-103 | Kevin Durant (31)  | Blake Griffin (11)     | James Harden (8)  | Scotiabank Arena 19 800           | 7 - 3  |
| 11    | 8 novembre  | @ Chicago             | D 95-118  | Kevin Durant (38)  | Kevin Durant (10)      | James Harden (5)  | United Center 19 459              | 7 - 4  |
| 12    | 10 novembre | @ Orlando             | V 123-90  | Kevin Durant (30)  | James Harden (11)      | James Harden (11) | Amway Center 13 882               | 8 - 4  |
| 13    | 12 novembre | @ La Nouvelle-Orléans | V 120-112 | James Harden (39)  | Kevin Durant (7)       | James Harden (12) | Smoothie King Center 14 650       | 9 - 4  |
| 14    | 14 novembre | @ Oklahoma City       | V 120-96  | Kevin Durant (33)  | Kevin Durant (8)       | James Harden (13) | Paycom Center 15 080              | 10 - 4 |
| 15    | 16 novembre | Golden State          | D 99-117  | James Harden (24)  | Day'Ron Sharpe (7)     | Harden, Mills (4) | Barclays Center 17 732            | 10 - 5 |
| 16    | 17 novembre | Cleveland             | V 109-99  | James Harden (27)  | Brown, Harden (10)     | James Harden (7)  | Barclays Center 16 922            | 11 - 5 |
| 17    | 19 novembre | Orlando               | V 115-113 | James Harden (36)  | Harden, Johnson (10)   | James Harden (8)  | Barclays Center 16 966            | 12 - 5 |
| 18    | 22 novembre | @ Cleveland           | V 117-112 | Kevin Durant (27)  | LaMarcus Aldridge (11) | James Harden (14) | Rocket Mortgage FieldHouse 17 387 | 13 - 5 |
| 19    | 24 novembre | @ Boston              | V 123-104 | Patrick Mills (23) | DeAndre' Bembry (10)   | James Harden (11) | TD Garden 19 156                  | 14 - 5 |
| 20    | 27 novembre | Phoenix               | D 107-113 | Kevin Durant (39)  | James Harden (13)      | James Harden (14) | Barclays Center 18 071            | 14 - 6 |
| 21    | 30 novembre | New York              | V 112-110 | James Harden (34)  | James Harden (10)      | Kevin Durant (9)  | Barclays Center 18 081            | 15 - 6 |

| Match | Date match  | Équipe          | Score          | Meilleur marqueur   | Meilleur rebondeur    | Meilleur passeur  | Lieux Spectateurs               | Série   |
| ----- | ----------- | --------------- | -------------- | ------------------- | --------------------- | ----------------- | ------------------------------- | ------- |
| 22    | 3 décembre  | Minnesota       | V 110-105      | Kevin Durant (30)   | Kevin Durant (10)     | James Harden (9)  | Barclays Center 17 732          | 16 - 6  |
| 23    | 4 décembre  | Chicago         | D 107-111      | Kevin Durant (28)   | Bruce Brown (12)      | James Harden (14) | Barclays Center 18 116          | 16 - 7  |
| 24    | 7 décembre  | @ Dallas        | V 102-99       | Kevin Durant (24)   | Claxton, Harden (9)   | James Harden (12) | American Airlines Center 19 559 | 17 - 7  |
| 25    | 8 décembre  | @ Houston       | D 104-114      | James Harden (25)   | James Harden (11)     | James Harden (8)  | Toyota Center 15 834            | 17 - 8  |
| 26    | 10 décembre | @ Atlanta       | V 113-105      | Kevin Durant (31)   | James Johnson (8)     | James Harden (11) | State Farm Arena 17 074         | 18 - 8  |
| 27    | 12 décembre | @ Détroit       | V 116-104      | Kevin Durant (51)   | Kevin Durant (7)      | Kevin Durant (9)  | Little Caesars Arena 15 289     | 19 - 8  |
| 28    | 14 décembre | Toronto         | V 131-129 (OT) | Kevin Durant (34)   | Duke Jr., Durant (13) | Kevin Durant (11) | Barclays Center 17 325          | 20 - 8  |
| 29    | 16 décembre | Philadelphie    | V 114-105      | Kevin Durant (34)   | Kevin Durant (11)     | Kevin Durant (8)  | Barclays Center 17 053          | 21 - 8  |
| 30    | 18 décembre | Orlando         | D 93-100       | Patrick Mills (23)  | David Duke Jr. (14)   | Blake Griffin (6) | Barclays Center 16 292          | 21 - 9  |
| -     | 19 décembre | Denver          | Reporté        | Reporté             | Reporté               | Reporté           | Barclays Center                 | -       |
| -     | 21 décembre | Washington      | Reporté        | Reporté             | Reporté               | Reporté           | Barclays Center                 | -       |
| -     | 23 décembre | @ Portland      | Reporté        | Reporté             | Reporté               | Reporté           | Moda Center                     | -       |
| 31    | 25 décembre | @ L.A. Lakers   | V 122-115      | James Harden (36)   | James Harden (10)     | James Harden (10) | Crypto.com Arena 18 997         | 22 - 9  |
| 32    | 27 décembre | @ L.A. Clippers | V 124-108      | James Harden (39)   | Blake Griffin (9)     | James Harden (15) | Crypto.com Arena 17 128         | 23 - 9  |
| 33    | 30 décembre | Philadelphie    | D 102-110      | Durant, Harden (33) | James Harden (14)     | James Harden (10) | Barclays Center 17 920          | 23 - 10 |

| Match | Date match  | Équipe              | Score          | Meilleur marqueur   | Meilleur rebondeur    | Meilleur passeur   | Lieux Spectateurs                 | Série   |
| ----- | ----------- | ------------------- | -------------- | ------------------- | --------------------- | ------------------ | --------------------------------- | ------- |
| 34    | 1er janvier | L.A. Clippers       | D 116-120      | James Harden (34)   | James Harden (12)     | James Harden (13)  | Barclays Center 19 043            | 23 - 11 |
| 35    | 3 janvier   | Memphis             | D 104-118      | Kevin Durant (26)   | Bruce Brown (7)       | James Harden (8)   | Barclays Center 17 089            | 23 - 12 |
| 36    | 5 janvier   | @ Indiana           | V 129-121      | Kevin Durant (39)   | Kevin Durant (8)      | Kevin Durant (7)   | Gainbridge Fieldhouse 14 176      | 24 - 12 |
| 37    | 7 janvier   | Milwaukee           | D 109-121      | Kevin Durant (29)   | Durant, Harden (9)    | Durant, Harden (7) | Barclays Center 17 732            | 24 - 13 |
| 38    | 9 janvier   | San Antonio         | V 121-119 (OT) | Kevin Durant (28)   | Nicolas Claxton (14)  | James Harden (12)  | Barclays Center 15 606            | 25 - 13 |
| 39    | 10 janvier  | @ Portland          | D 108-114      | Kevin Durant (28)   | Kevin Durant (10)     | Durant, Mills (5)  | Moda Center 16 379                | 25 - 14 |
| 40    | 12 janvier  | @ Chicago           | V 138-112      | Kevin Durant (27)   | Harden, Sharpe (7)    | James Harden (16)  | United Center 21 698              | 26 - 14 |
| 41    | 13 janvier  | Oklahoma City       | D 109-130      | James Harden (26)   | Paul Millsap (10)     | James Harden (9)   | Barclays Center 16 964            | 26 - 15 |
| 42    | 15 janvier  | La Nouvelle-Orléans | V 120-105      | James Harden (27)   | Day'Ron Sharpe (10)   | James Harden (15)  | Barclays Center 16 964            | 27 - 15 |
| 43    | 17 janvier  | @ Cleveland         | D 107-114      | Kyrie Irving (27)   | Harden, Irving (7)    | James Harden (10)  | Rocket Mortgage FieldHouse 18 105 | 27 - 16 |
| 44    | 19 janvier  | @ Washington        | V 119-118      | Kyrie Irving (30)   | James Harden (8)      | James Harden (9)   | Capital One Arena 15 380          | 28 - 16 |
| 45    | 21 janvier  | @ San Antonio       | V 117-102      | James Harden (37)   | Harden, Sharpe (10)   | James Harden (11)  | AT&T Center 15 068                | 29 - 16 |
| 46    | 23 janvier  | @ Minnesota         | D 125-136      | Kyrie Irving (30)   | Day'Ron Sharpe (9)    | James Harden (13)  | Target Center 16 475              | 29 - 17 |
| 47    | 25 janvier  | L.A. Lakers         | D 96-106       | James Harden (33)   | James Harden (12)     | James Harden (11)  | Barclays Center 18 126            | 29 - 18 |
| 48    | 26 janvier  | Denver              | D 118-124      | Cameron Thomas (25) | Aldridge, Johnson (8) | James Johnson (7)  | Barclays Center 18 011            | 29 - 19 |
| 49    | 29 janvier  | @ Golden State      | D 106-110      | Kyrie Irving (32)   | Nicolas Claxton (8)   | Kyrie Irving (7)   | Chase Center 18 064               | 29 - 20 |

| Match                  | Date match  | Équipe       | Score     | Meilleur marqueur      | Meilleur rebondeur   | Meilleur passeur     | Lieux Spectateurs              | Série   |
| ---------------------- | ----------- | ------------ | --------- | ---------------------- | -------------------- | -------------------- | ------------------------------ | ------- |
| 50                     | 1er février | @ Phoenix    | D 111-121 | Kyrie Irving (26)      | Blake Griffin (6)    | James Harden (10)    | Footprint Center 17 071        | 29 - 21 |
| 51                     | 2 février   | @ Sacramento | D 101-112 | Nicolas Claxton (23)   | Nicolas Claxton (11) | James Harden (12)    | Golden 1 Center 13 153         | 29 - 22 |
| 52                     | 4 février   | @ Utah       | D 102-125 | Cameron Thomas (30)    | Day'Ron Sharpe (8)   | Kyrie Irving (6)     | Vivint Smart Home Arena 18 306 | 29 - 23 |
| 53                     | 6 février   | @ Denver     | D 104-124 | Kyrie Irving (27)      | Kessler Edwards (6)  | Kyrie Irving (11)    | Ball Arena 18 241              | 29 - 24 |
| 54                     | 8 février   | Boston       | D 91-126  | Jevon Carter (21)      | Day'Ron Sharpe (9)   | James Johnson (5)    | Barclays Center 17 732         | 29 - 25 |
| 55                     | 10 février  | @ Washington | D 112-113 | Kyrie Irving (31)      | Day'Ron Sharpe (10)  | Kyrie Irving (6)     | Capital One Arena 15 204       | 29 - 26 |
| 56                     | 12 février  | @ Miami      | D 111-115 | Kyrie Irving (29)      | Day'Ron Sharpe (12)  | Kyrie Irving (5)     | FTX Arena 19 600               | 29 - 27 |
| 57                     | 14 février  | Sacramento   | V 109-85  | Seth Curry (23)        | Andre Drummond (9)   | Bruce Brown (6)      | Barclays Center 16 873         | 30 - 27 |
| 58                     | 16 février  | @ New York   | V 111-106 | Cameron Thomas (21)    | Andre Drummond (19)  | Seth Curry (6)       | Madison Square Garden 18 916   | 31 - 27 |
| 59                     | 17 février  | Washington   | D 103-117 | Patrick Mills (22)     | Andre Drummond (9)   | Brown, Curry (4)     | Barclays Center 17 477         | 31 - 28 |
| NBA All-Star Game 2022 |             |              |           |                        |                      |                      |                                |         |
| 60                     | 24 février  | Boston       | D 106-129 | Seth Curry (22)        | Brown, Curry (7)     | James Johnson (6)    | Little Caesars Arena 17 986    | 31 - 29 |
| 61                     | 26 février  | @ Milwaukee  | V 126-123 | Kyrie Irving (38)      | Andre Drummond (12)  | Drummond, Irving (5) | Fiserv Forum 17 341            | 32 - 29 |
| 62                     | 28 février  | Toronto      | D 97-133  | LaMarcus Aldridge (15) | Day'Ron Sharpe (7)   | Goran Dragić (5)     | Barclays Center 17 112         | 32 - 30 |

| Match | Date match | Équipe         | Score          | Meilleur marqueur  | Meilleur rebondeur    | Meilleur passeur   | Lieux Spectateurs         | Série   |
| ----- | ---------- | -------------- | -------------- | ------------------ | --------------------- | ------------------ | ------------------------- | ------- |
| 63    | 1er mars   | @ Toronto      | D 108-109      | James Johnson (19) | LaMarcus Aldridge (9) | Seth Curry (6)     | Scotiabank Arena 18 903   | 32 - 31 |
| 64    | 3 mars     | Miami          | D 107-113      | Kevin Durant (31)  | Quatre joueurs (4)    | Goran Dragić (7)   | Barclays Center 17 732    | 32 - 32 |
| 65    | 6 mars     | @ Boston       | D 120-126      | Kevin Durant (37)  | Andre Drummond (7)    | Kevin Durant (8)   | TD Garden 19 156          | 32 - 33 |
| 66    | 8 mars     | @ Charlotte    | V 132-121      | Kyrie Irving (50)  | Andre Drummond (14)   | Durant, Dragić (7) | Spectrum Center 17 230    | 33 - 33 |
| 67    | 10 mars    | @ Philadelphie | V 129-100      | Kevin Durant (25)  | Kevin Durant (14)     | Durant, Dragić (7) | Wells Fargo Center 21 408 | 34 - 33 |
| 68    | 13 mars    | New York       | V 110-107      | Kevin Durant (53)  | Andre Drummond (10)   | Kevin Durant (9)   | Barclays Center 18 057    | 35 - 33 |
| 69    | 15 mars    | @ Orlando      | V 150-108      | Kyrie Irving (60)  | Nicolas Claxton (10)  | Bruce Brown (8)    | Amway Center 15 282       | 36 - 33 |
| 70    | 16 mars    | Dallas         | D 111-113      | Kevin Durant (23)  | Andre Drummond (17)   | Kevin Durant (10)  | Barclays Center 17 981    | 36 - 34 |
| 71    | 18 mars    | Portland       | V 128-123      | Kevin Durant (38)  | Claxton, Drummond (9) | Goran Dragić (10)  | Barclays Center 17 732    | 37 - 34 |
| 72    | 21 mars    | Utah           | V 114-106      | Kevin Durant (37)  | Kevin Durant (9)      | Kevin Durant (8)   | Barclays Center 17 887    | 38 - 34 |
| 73    | 23 mars    | @ Memphis      | D 120-132      | Kyrie Irving (43)  | Kevin Durant (11)     | Durant, Irving (8) | FedExForum 17 794         | 38 - 35 |
| 74    | 26 mars    | @ Miami        | V 110-95       | Kevin Durant (23)  | Andre Drummond (11)   | Kyrie Irving (6)   | FTX Arena 19 600          | 39 - 35 |
| 75    | 27 mars    | Charlotte      | D 110-119      | Kevin Durant (27)  | Andre Drummond (17)   | Kyrie Irving (11)  | Barclays Center 18 166    | 39 - 36 |
| 76    | 29 mars    | Détroit        | V 130-123      | Kevin Durant (41)  | Andre Drummond (13)   | Kevin Durant (5)   | Barclays Center 17 559    | 40 - 36 |
| 77    | 31 mars    | Milwaukee      | D 119-120 (OT) | Kevin Durant (26)  | Andre Drummond (10)   | Kevin Durant (11)  | Barclays Center 17 917    | 40 - 37 |

| Match | Date match | Équipe     | Score     | Meilleur marqueur | Meilleur rebondeur  | Meilleur passeur  | Lieux Spectateurs            | Série   |
| ----- | ---------- | ---------- | --------- | ----------------- | ------------------- | ----------------- | ---------------------------- | ------- |
| 78    | 2 avril    | @ Atlanta  | D 115-122 | Kevin Durant (55) | Andre Drummond (13) | Kyrie Irving (6)  | State Farm Arena 18 126      | 40 - 38 |
| 79    | 5 avril    | Houston    | V 118-105 | Kyrie Irving (42) | Andre Drummond (11) | Kevin Durant (7)  | Barclays Center 17 768       | 41 - 38 |
| 80    | 6 avril    | @ New York | V 110-98  | Kevin Durant (32) | Kevin Durant (10)   | Kevin Durant (11) | Madison Square Garden 19 812 | 42 - 38 |
| 81    | 8 avril    | Cleveland  | V 118-107 | Kevin Durant (36) | Andre Drummond (12) | Brown, Irving (8) | Barclays Center 18 169       | 43 - 38 |
| 82    | 10 avril   | Indiana    | V 134-126 | Kyrie Irving (35) | Andre Drummond (13) | Kevin Durant (16) | Barclays Center 17 967       | 44 - 38 |

### Play-in tournament
| Play-in Total: 1-0 (Domicile : 1-0; Extérieur : 0-0) |

| Match | Date match | Équipe    | Score     | Meilleur marqueur | Meilleur rebondeur | Meilleur passeur  | Lieux Spectateurs      | Série |
| ----- | ---------- | --------- | --------- | ----------------- | ------------------ | ----------------- | ---------------------- | ----- |
| 1     | 12 avril   | Cleveland | V 115-108 | Kyrie Irving (34) | Brown, Claxton (9) | Kyrie Irving (12) | Barclays Center 17 732 | 1 - 0 |

### Playoffs
| Playoffs Total: 0-4 (Domicile : 0-2; Extérieur : 0-2) |

| Match | Date match | Équipe   | Score     | Meilleur marqueur | Meilleur rebondeur  | Meilleur passeur  | Lieux Spectateurs      | Série |
| ----- | ---------- | -------- | --------- | ----------------- | ------------------- | ----------------- | ---------------------- | ----- |
| 1     | 17 avril   | @ Boston | D 114-115 | Kyrie Irving (39) | Nicolas Claxton (8) | Curry, Irving (6) | TD Garden 19 156       | 0 - 1 |
| 2     | 20 avril   | @ Boston | D 107-114 | Kevin Durant (27) | Brown, Irving (8)   | Kevin Durant (5)  | TD Garden 19 156       | 0 - 2 |
| 3     | 23 avril   | Boston   | D 103-109 | Bruce Brown (26)  | Brown, Durant (8)   | Kyrie Irving (9)  | Barclays Center 18 175 | 0 - 3 |
| 4     | 25 avril   | Boston   | D 112-116 | Kevin Durant (39) | Goran Dragić (8)    | Kevin Durant (9)} | Barclays Center 18 099 | 0 - 4 |

### Confrontations en saison régulière
| Conférence Est      | Conférence Est                              | Conférence Est                              | Conférence Est                              | Conférence Est                              | Conférence Ouest                            | Conférence Ouest                            | Conférence Ouest                            |
| Division Atlantique | Division Atlantique                         | Division Atlantique                         | Division Atlantique                         | Division Atlantique                         | Division Nord-Ouest                         | Division Nord-Ouest                         | Division Nord-Ouest                         |
| Équipe              | Domicile                                    | Domicile                                    | Extérieur                                   | Extérieur                                   | Équipe                                      | Domicile                                    | Extérieur                                   |
| ------------------- | ------------------------------------------- | ------------------------------------------- | ------------------------------------------- | ------------------------------------------- | ------------------------------------------- | ------------------------------------------- | ------------------------------------------- |
| Boston              | 91-126                                      | 106-129                                     | 123-104                                     | 120-126                                     | Denver                                      | 118-124                                     | 104-124                                     |
|                     |                                             |                                             |                                             |                                             | Minnesota                                   | 110-105                                     | 125-136                                     |
| New York            | 112-110                                     | 110-107                                     | 111-106                                     | 110-98                                      | Oklahoma City                               | 109-130                                     | 120-96                                      |
| Philadelphie        | 114-105                                     | 102-110                                     | 114-109                                     | 129-100                                     | Portland                                    | 128-123                                     | 108-114                                     |
| Toronto             | 131-129 (OT)                                | 97-133                                      | 116-103                                     | 108-109                                     | Utah                                        | 114-106                                     | 102-125                                     |
|                     | 4–4                                         | 4–4                                         | 6–2                                         | 6–2                                         |                                             | 3–2                                         | 1–4                                         |
| Division            | 10–6                                        | 10–6                                        | 10–6                                        | 10–6                                        | Division                                    | 4–6                                         | 4–6                                         |
| Division Centrale   | Division Centrale                           | Division Centrale                           | Division Centrale                           | Division Centrale                           | Division Pacifique                          | Division Pacifique                          | Division Pacifique                          |
| Équipe              | Domicile                                    | Domicile                                    | Extérieur                                   | Extérieur                                   | Équipe                                      | Domicile                                    | Extérieur                                   |
| Chicago             | 107-111                                     |                                             | 95-118                                      | 138-112                                     | Golden State                                | 99-117                                      | 106-110                                     |
| Cleveland           | 109-99                                      | 118-107                                     | 117-112                                     | 107-114                                     | L.A. Clippers                               | 116-120                                     | 124-108                                     |
| Detroit             | 117-91                                      | 130-123                                     | 96-90                                       | 116-104                                     | L.A. Lakers                                 | 96-106                                      | 122-115                                     |
| Indiana             | 105-98                                      | 134-126                                     | 129-121                                     |                                             | Phoenix                                     | 107-113                                     | 111-121                                     |
| Milwaukee           | 109-121                                     | 119-120 (OT)                                | 104-127                                     | 126-123                                     | Sacramento                                  | 109-85                                      | 101-112                                     |
|                     | 6–3                                         | 6–3                                         | 6–3                                         | 6–3                                         |                                             | 1–4                                         | 2–3                                         |
| Division            | 12–6                                        | 12–6                                        | 12–6                                        | 12–6                                        | Division                                    | 2–7                                         | 2–7                                         |
| Division Sud-Est    | Division Sud-Est                            | Division Sud-Est                            | Division Sud-Est                            | Division Sud-Est                            | Division Sud-Ouest                          | Division Sud-Ouest                          | Division Sud-Ouest                          |
| Équipe              | Domicile                                    | Domicile                                    | Extérieur                                   | Extérieur                                   | Équipe                                      | Domicile                                    | Extérieur                                   |
| Atlanta             | 117-108                                     |                                             | 113-105                                     | 115-122                                     | Dallas                                      | 111-113                                     | 102-99                                      |
| Charlotte           | 95-111                                      | 110-119                                     | 132-121                                     |                                             | Houston                                     | 118-105                                     | 104-114                                     |
| Miami               | 93-106                                      | 107-113                                     | 111-115                                     | 110-95                                      | Memphis                                     | 104-118                                     | 120-132                                     |
| Orlando             | 115-113                                     | 93-100                                      | 123-90                                      | 150-108                                     | New Orleans                                 | 120-105                                     | 120-112                                     |
| Washington          | 104-90                                      | 103-117                                     | 119-118                                     | 112-113                                     | San Antonio                                 | 121-119 (OT)                                | 117-102                                     |
|                     | 3–6                                         | 3–6                                         | 6–3                                         | 6–3                                         |                                             | 3–2                                         | 3–2                                         |
| Division            | 9–9                                         | 9–9                                         | 9–9                                         | 9–9                                         | Division                                    | 6–4                                         | 6–4                                         |
| Conférence          | 31–21 (Domicile : 13–13; Extérieur : 18–8)  | 31–21 (Domicile : 13–13; Extérieur : 18–8)  | 31–21 (Domicile : 13–13; Extérieur : 18–8)  | 31–21 (Domicile : 13–13; Extérieur : 18–8)  | Conférence                                  | 13–17 (Domicile : 7–8; Extérieur : 6–9)     | 13–17 (Domicile : 7–8; Extérieur : 6–9)     |
| Total               | 44–38 (Domicile : 20–21; Extérieur : 24–17) | 44–38 (Domicile : 20–21; Extérieur : 24–17) | 44–38 (Domicile : 20–21; Extérieur : 24–17) | 44–38 (Domicile : 20–21; Extérieur : 24–17) | 44–38 (Domicile : 20–21; Extérieur : 24–17) | 44–38 (Domicile : 20–21; Extérieur : 24–17) | 44–38 (Domicile : 20–21; Extérieur : 24–17) |

## Classements
| Conférence Est | Conférence Est              | Conférence Est | Conférence Est | Conférence Est | Conférence Est | Conférence Est | Conférence Est |
| No             | Franchise                   | Vic.           | Déf.           | MJ             | V/D            | GB             |                |
| -------------- | --------------------------- | -------------- | -------------- | -------------- | -------------- | -------------- | -------------- |
| 1              | c - Heat de Miami           | 53             | 29             | 82             | .646           | –              |                |
| 2              | y - Celtics de Boston       | 51             | 31             | 82             | .622           | 2              |                |
| 3              | y - Bucks de Milwaukee      | 51             | 31             | 82             | .622           | 2              |                |
| 4              | x - 76ers de Philadelphie   | 51             | 31             | 82             | .622           | 2              |                |
| 5              | x - Raptors de Toronto      | 48             | 34             | 82             | .585           | 5              |                |
| 6              | x - Bulls de Chicago        | 46             | 36             | 82             | .561           | 7              |                |
|                |                             |                |                |                |                |                |                |
| 7              | x - Nets de Brooklyn        | 44             | 38             | 82             | .537           | 9              |                |
| 8              | pi - Cavaliers de Cleveland | 44             | 38             | 82             | .537           | 9              |                |
| 9              | x - Hawks d'Atlanta         | 43             | 39             | 82             | .524           | 10             |                |
| 10             | pi - Hornets de Charlotte   | 43             | 39             | 82             | .524           | 10             |                |
|                |                             |                |                |                |                |                |                |
| 11             | o - Knicks de New York      | 37             | 45             | 82             | .451           | 16             |                |
| 12             | o - Wizards de Washington   | 35             | 47             | 82             | .427           | 18             |                |
| 13             | o - Pacers de l'Indiana     | 25             | 57             | 82             | .305           | 28             |                |
| 14             | o - Pistons de Détroit      | 23             | 59             | 82             | .280           | 30             |                |
| 15             | o - Magic d'Orlando         | 22             | 60             | 82             | .268           | 31             |                |

| Division Atlantique       | V  | D  | MJ | V/D  | GB | Dom   | Ext   | Div  |
| ------------------------- | -- | -- | -- | ---- | -- | ----- | ----- | ---- |
| y - Celtics de Boston     | 51 | 31 | 82 | .622 | –  | 28–13 | 23–18 | 9–7  |
| x - 76ers de Philadelphie | 51 | 31 | 82 | .622 | –  | 24–17 | 27–14 | 6–10 |
| x - Raptors de Toronto    | 48 | 34 | 82 | .585 | 3  | 24–17 | 24–17 | 10–6 |
| x - Nets de Brooklyn      | 44 | 38 | 82 | .537 | 7  | 20–21 | 24–17 | 10–6 |
| o - Knicks de New York    | 37 | 45 | 82 | .451 | 14 | 17–24 | 20–21 | 5–11 |